# 古吴轩出版社
古吴轩出版社是一家位于中华人民共和国江苏省苏州市的出版社。古吴轩出版社成立于1989年。2003年底，出版社与《苏州日报》等七家报纸、《苏南科技开发》一份刊物“七报一社一刊”组建苏州日报报业集团。2009年底，出版社完成工商注册，成立苏州古吴轩出版社有限公司，转制为国有独资公司。2010年1月13日苏州古吴轩出版社有限公司正式揭牌。2011年8月，古吴轩加盟新成立的苏州报业传媒集团有限公司。
古吴轩出版社每年出版文化、美术类图书约 150 种。